# 奈良県立北大和高等学校
奈良県立北大和高等学校（ならけんりつ きたやまと こうとうがっこう、英: Nara Prefectural Kitayamato High School）は、奈良県生駒市上町に所在した県立高等学校。略称および通称は北高。

## 概要
1974年（昭和49年）4月に開設された全日制普通科高校。奈良県立富雄高等学校と統合し、奈良県立奈良北高等学校を設置するにあたり、2007年（平成19年）3月に閉校、廃止された。同校の校地は、奈良県立奈良北高等学校が引き続き使用している。

## 沿革

### 年表
- 1973年
  - 7月21日 - 校舎新築起工式を挙行。
  - 10月1日 - 設置準備事務所を開設。
  - 12月14日 - 奈良県議会での「奈良県立高等学校設置条例の一部を改正する条例」の可決により、校名を「奈良県立北大和高等学校」と決定。
- 1974年
  - 3月26日 - 校舎第1期工事完成。
  - 4月1日 - 全日制普通科 1学年9学級として奈良県立北大和高等学校開校。
  - 4月10日 - 開校式、第1回入学式を挙行。
- 1974年
  - 3月5日 - 校舎並びに体育館第2期工事完成。
  - 5月27日 - 落成式を挙行。
- 1977年
  - 3月15日 - 格技場工事完成。
  - 3月31日 - 弓道場完成。
- 1978年
  - 8月31日 - クラブ部室工事完成。
  - 9月29日 - 水泳プール工事完成。
- 1978年5月10日 - 自転車置場を増設。校舎南側球技場完成。
- 1983年10月1日 - 創立10周年記念式典を挙行。
- 1993年10月28日 - 創立20周年記念式典を挙行。
- 1997年3月19日 - さくらハウス（クラブハウス）完成。
- 1998年4月30日 - 街角ギャラリー完成（Ship21事業）。
- 2000年9月11日 - 北館を大規模改修。
- 2001年
  - 8月29日 - メディアルーム完成。
  - 12月21日 - 体育館を大規模改修。
- 2003年10月26日 - 創立30周年記念式典を挙行。
  - 2004年
  - 6月25日 - 奈良県議会での「奈良県立高等学校設置条例の一部を改正する条例」の可決により、奈良県立北大和高等学校の廃止と、校名を「奈良県立奈良北高等学校」とする奈良県立富雄高等学校との統合校の設置を決定。
  - 9月17日 - 2005年度以降の生徒募集停止を公表。
- 2005年4月1日 - 奈良県立奈良北高等学校が開設され、校舎を含む校地の共用を開始。
- 2007年
  - 3月1日 - 第31回卒業証書授与式および引継式を挙行。富雄高校・北大和高校「統合之碑」除幕式を挙行。
  - 3月31日 - 奈良県立北大和高等学校閉校、廃止。

## 基礎データ

### 所在地
- 奈良県生駒市上町4600番地

### アクセス
- 奈良交通
  - 「奈良北高校（（旧）北大和高校）」停留所より約200m（徒歩約3分）
  - 「出垣内」停留所より約550m（徒歩約8分）
  - 「真弓四丁目」停留所より約700m（徒歩約10分）
- 近鉄けいはんな線「学研北生駒駅」より約1.4km（徒歩約20分）

### 象徴

#### 校章
桜の花と茶筌（）を図案化したものであった。桜は古くから奈良の地を表し、県花として制定されており、5枚の花びらで北大和の「大」を表した。
茶筌は、生駒市が生んだ伝統工芸品であり、「和敬清寂」の茶道精神を示している。北高生が、互いに尊敬される人間として将来に大きく発展する願いが込められていた。。

#### 校歌
校歌は、風味満正による作詞、山本明子による作曲。歌詞は2番まであり、各番に校名の「北大和高校」が登場する。

## 設置する課程、学科及び定員
- 全日制課程
  - 普通科 - 960名（募集人員320名：一般選抜）

## 学校行事

### 北稜祭
文化祭は「北稜祭」と呼ばれ、毎年9月上旬に開催された。

## 部活動

### 体育系
- 野球部
- バスケットボール部
- バレーボール部
- ソフトテニス部
- 体操部
- サッカー部
- 陸上競技部
- 弓道部
- 卓球部
- 剣道部
- 水泳部
- 自転車競技部
- ハンドボール部

### 文化系
- 茶道部
- 華道部
- 映画研究部
- 美術部
- 写真部
- コンピュータ部
- ESS
- 吹奏楽部
- 書道部
- 無線通信部
- コーラス部
- 演劇部
- 生物部
- 漫画研究部
- 文芸部
- 化学部
- 放送部
- 家庭クラブ
- 新聞部
- 部落解放研究部

## 高校関係者と組織

### 高校関係者組織
- 奈良県立北大和高等学校同窓会 北陵会 - 北大和高等学校の卒業生による同窓会組織
- 奈良県立北大和高等学校育友会 - 生徒保護者による保護者会組織
- 奈良県立北大和高等学校後援会 - 生徒保護者による後援会組織

### 高校関係者一覧

#### 著名な出身者
- 仲川元庸 - 政治家。奈良市長
- 角井亮一 - 実業家。イー・ロジット代表取締役
- 若林克法 - 物理学者。関西学院大学理工学部教授
- MARCO - ディスクジョッキー
- 南田裕介 - 芸能マネージャー、ホリプロ
- 前田健 - 魚類学者。沖縄科学技術大学院大学研究員
- 小西啓太 - 実業家。マネーパートナーズソリューションズ代表取締役
- 下村昭彦 - 医師。国立国際医療研究センター病院 がん総合内科診療科長
- 關匡彦 - 医師。奈良県総合医療センター救急科部長